# 무사카 미쓰나리
무사카 미쓰나리(일본어: 六平 光成, 1991년 1월 16일 ~ )는 일본의 전 축구 선수로, 과거 미드필더로 뛰고 있다.

## 구단 경력
그는 2013년부터 2022년까지 J리그의 시미즈 에스펄스, 기라반츠 기타큐슈에서 활동하였다.